# スズキ・DR-Z400
DR-Z400（ディーアール-ゼットよんひゃく）とは、スズキが製造している排気量400ccの水冷4ストロークDOHC単気筒エンジンを搭載したオートバイのシリーズ車種である。なお、2019年現在日本仕様の発売はされていない。

## モデル一覧

### DR-Z400S
DR-Z400Sは、2000年4月1日に発売された。車体は市販レーサーRMをベースに開発されたクロームモリブデン鋼材。そこに新開発された4サイクル水冷単気筒DOHC4バルブエンジンを搭載し、排ガス規制によって2ストロークマシンの生産が終了していく中で人気を博した。
2008年に4ストロークマシンも排ガス規制強化の影響を受けることになったため、同年11月にメーカーから日本仕様の生産終了が公表された。なお、2017年現在、北米仕様の生産は継続されている。

### DR-Z400SM
DR-Z400SMは、2003年に行われた第37回東京モーターショーにてコンセプトモデルとして参考出品された「DR-Z400S スーパーモタード」を商品化したものである。2004年12月1日に発売された。
その名の通りDR-Z400Sをスーパーモタード仕様に改良したもので、エンジン等の基本設計はDR-Z400Sと変わらないが、足回りを中心にオンロード向けに大幅に改良しており、カタログスペックに現れないポテンシャルが高く評価され、スーパーモタードの枠に囚われずジムカーナなどのオンロードスポーツにも使用され、ベースとなったDR-Z400Sを超えヒット車種となった。
2006年にはレンサル製のテーパーハンドルバーと、前後にアクスルスライダーが追加された。
なお400Sと同様の理由で日本仕様は生産終了となったが、この車両も北米仕様とオセアニア仕様の生産は継続されている。

#### 車両解説
倒立フロントフォーク
市販レーサーRM譲りの前後サスペンションを装備。RMと基本的に同一構造の分離加圧式を採用している。アウターチューブ表面には、カシマコートを施している。これにより、表面硬度と潤滑性を両立させ、フリクション低減を実現している。
ディスクブレーキ
フロントに310mmの大径ディスクを採用。ハードブレーキに対して、高い制動力を発揮する。リヤディスクには、市販レーサーRMの240mm大径サイズを採用。
ホイール
スーパーモタードモデルならではの、17インチを採用。タイヤは、ダンロップのラジアルタイヤD208をベースに、モタードの軽量な車体に合わせた仕様の専用タイヤD208SMを履いている。チェーンアジャスターはロードモデルや、レーサーに使用されている、スライダー式となっている。

### DR-Z400SMZ
DR-Z400SMZは、DR-Z400SMの限定モデルである。2007年1月30日に300台の限定販売された。車体色に「グランブルーNo.2/ミスティックシルバーメタリック」を採用。国内二輪車で初めて、ラジエーターシュラウド全体にフルラッピング工法を採用し、シルバーとブルーの専用グラフィックを施し、前後ホイールのアルミリムとハンドルバーにブルーのアルマイト処理を施している。

### DR-Z400・E
DR-Z400は2000年4月1日、DR-Z400Sと同時に発売された競技用車両である。S から保安部品を外して軽量化した仕様となっていた。
DR-Z400Eは2007年に発売されたセルフスターターを標準装備した競技用車両である。ケーヒンのFCR φ39 フラットバルブキャブレターを標準装備し49PSを発生した。
いずれの車両も日本仕様の発売は終了となったが、保安部品を装備したオセアニア仕様は2013年現在も発売されている。

## 公式サイト
- DR-Z400S
  - スズキ・USA DR-Z400S
- DR-Z400SM
  - スズキ・USA DR-Z400SM
- DR-Z400E
  - スズキ・オーストラリア DR-Z400E